# ورشو ۴۴
ورشو ۴۴ (انگلیسی: Warsaw 44) فیلمی درام و جنگی است که در سال ۲۰۱۴ منتشر شد. ساخت این فیلم ۸ سال طول کشید.

## بازیگران
- مکس ریملت
- زوفیا ویخواچ
- توماش شوخارت
- یوزف پاووفسکی
- میخالینا اولشانسکا
- آنا پروخنیاک
- کاتاژینا سافچوک
- رافائو زاویروخا
- ماریا پاووئوفسکا
- پیوتر روگوتسکی
- یاکوب ویچورک
- الکساندرا گورسکا
- یاکوب مازورک
- پاوئو توماشفسکی
- سباستیان فابیانسکی
- میخاو ژورافسکی
- میخاو میکووایچاک
- مارتا شچیسوویچ
- تادئوش خودتسکی
- ماگدالنا کولشنیک
- آلکساندرا آدامسکا
- پیوتر ویتکوفسکی
- میخاو چرنتسکی
- آنتونی کرولیکوفسکی
- ماچئی روباکیویچ
- مونیکا کفیاتکوفسکا
- روبرت روگالسکی
- پیوتر ژورافسکی
- زوفیا دومالیک
- کاتاژینا ز. میخالسکا
- میخاو مِـیِر
- کشیشتف چچوت